# Precious Find
Precious Find is een Amerikaanse sciencefictionfilm uit 1996 van regisseur Philippe Mora.

## Verhaal
Ben Rutherford komt aan op maankolonie Moon City op zoek naar werk. Hier ontmoet hij ruimtepiloot Sam Horton en gokker Armond Crille. Armond heeft aan de speeltafel documenten met de locatie van een planetoïde gewonnen, waarop waardevolle metalen te vinden zouden zijn. Samen met Camilla Jones gaan de drie op zoek naar de waardevolle planetoïde.

## Rolbezetting
| Acteur        | Personage         |
| ------------- | ----------------- |
| Rutger Hauer  | Armond Crille     |
| Joan Chen     | Camilla Jones     |
| Harold Pruett | Ben Rutherford    |
| Brion James   | Sam Horton        |
| Morgan Hunter | Salomon           |
| Don Stroud    | Loo Seki          |
| Philippe Mora | Kosnikov          |
| Aleks Shaklin | Zeke/Scarface     |
| Tim De Zarn   | Freddie de Albino |